# Mikoshi-nyūdō

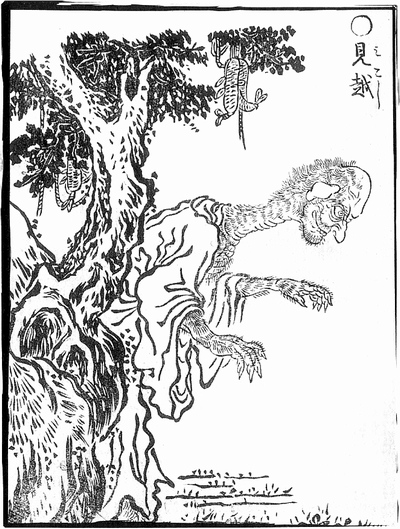
Ein Mikoshī-nyūdō, wie er in Sekiens Gazu Hyakki Yagyō erscheint.

Der Mikoshi-nyūdō (見越入道; „gaffender Priester“), auch Taka-bōzu (高坊主; „Turmhoher Mönch“) genannt, ist der Name eines fiktiven Wesens der japanischen Folklore. Er gehört zur Gruppe der Yōkai (妖怪; „Dämonen“) und gilt als „arglistig und gemein“.

## Beschreibung
Der Mikoshī-nyūdō wird als Yōkai in Gestalt eines buddhistischen Mönches beschrieben. Er soll hochgewachsen, hager und sehr faltig im Gesicht sein. Er wird wahlweise kahlköpfig oder mit Resten von weißlich-blonden Haarbüscheln abgebildet. Er soll örtlichen Anekdoten und Legenden zufolge in den Bergen der Präfekturen Okayama, Kanagawa und Shizuoka umgehen, manchmal aber auch anderswo. Dem Mikoshī-nyūdō wird nachgesagt, dass er sehr gerne einsamen Wanderern hinterherschleiche und entweder irgendwann ganz laut „Buh!“ rufe oder seinen Nacken ganz lang strecke, dem Opfer über die Schulter luge und es angrinse. In jedem Falle erschrecke das Opfer fürchterlich und nicht selten falle es in Ohnmacht. Der Sage entsteht ein Mikoshī-nyūdō nach dem Tod eines gehängten Mönches, oder wenn ein Mönch zu Lebzeiten von Neid und Missgunst zerfressen war. Nun gönne er unschuldigen Menschen ihr Glück und ihre Ruhe nicht.

## Hintergrund
Das japanische Wort mikoshi (見越) bedeutet in etwa „gaffen“ oder „spicken“, das Wort nyūdō (入道) beschreibt einen buddhistischen Wanderpriester. Es ist nicht genau bekannt, woher die Sagengestalt um den Mikoshi-nyūdō stammt. Insgesamt scheint es sich um eine Anspielung auf die buddhistische Lehre zu handeln, nach der ein Mönch frei von Habgier, Neid und Eifersucht bleiben müsse, wolle er sein Herz rein halten. Die Gestalt des Wesens soll aber auch anderen Yōkai ähneln, welche für ihre Fähigkeit zur Gestaltwandlung berühmt sind und diese dazu nutzen, arglosen Menschen böse Streiche zu spielen. Prominente Beispiele hierfür sind der Kitsune, der Tanuki und der Mujina. Diese Yōkai sollen sich gerne in Bettelmönche verwandeln, um entweder beim Menschen zu schnorren, oder ihn sonst wie in die Irre zu führen. Eine bekannte Abbildung des Mikoshi-nyūdō (allerdings ohne Bildbeschreibung) findet sich im Gazu Hyakki Yagyō (画図百鬼夜行; „Bilderbuch der Nachtparade der 100 Dämonen“) von Toriyama Sekien aus dem Jahr 1776.